# Henry Sinclair I, conte delle Orcadi
Henry Sinclair (1345 circa – 1400 circa) di nazionalità norvegese e scozzese fu conte delle Orcadi nel periodo del dominio norvegese, barone di Roslin e signore delle Shetland, conosciuto anche sotto il nome di principe Zichmni.
Egli viene a volte identificato con un'altra ortografia del suo cognome, St. Clair. Era padre di Henry II Sinclair, conte delle Orcadi e suo successore, e nonno di William Sinclair, vescovo di Dunkeld, che fece erigere la cappella di Rosslyn.
È conosciuto oggi a causa di una leggenda moderna che dice che ha preso parte a spedizioni in Groenlandia e Nord America quasi 100 anni prima di Cristoforo Colombo.
Secondo una biografia pubblicata molti anni dopo la sua morte, egli morì in battaglia contro gli inglesi attorno al 1400.
William Thomson, nel suo libro The New History of Orkney, scrive: "Ha avuto un singolare destino di godere di una sempre più grande fama postuma che poco ha a che fare con tutto ciò che ha realizzato nel corso della sua vita."